# Alexandru Săvulescu (antrenor)
Alexandru Săvulescu (n. 8 ianuarie 1898 – d. 11 decembrie 1961) a fost un fotbalist român și apoi antrenor de fotbal, care a antrenat echipa națională de fotbal a României la Campionatul Mondial de Fotbal din 1934 și la Campionatul Mondial de Fotbal din 1938.